# Podarcis tiliguerta
Podarcis tiliguerta är en ödleart som beskrevs av  Gmelin 1789. Podarcis tiliguerta ingår i släktet Podarcis och familjen lacertider. Artepitet i det vetenskapliga namnet är namnet som används på Sardinien för ödlan.
Denna ödla förekommer på Sardinien (Italien), Korsika (Frankrike) och på mindre öar i samma region. Den lever i låglandet och i bergstrakter upp till 1800 meter över havet. Exemplaren vistas i torra och klippiga landskap med gräs, buskar och glest fördelade träd. De besöker regioner som inte brukas intensiv. Podarcis tiliguerta stannar vanligen mellan november och februari i boet, men under varma vinterdagar syns den ibland. Exemplar i fångenskap levde upp till 15 år.
I låglandet infördes ruinödla som vanligen är dominant mot Podarcis tiliguerta. Beståndet hotas även av landskapsförändringar. Regionalt kan torra somrar vara negativ. Hela populationen är fortfarande stor. IUCN kategoriserar arten globalt som livskraftig.

## Underarter
Arten delas in i följande underarter:
- P. t. contii
- P. t. eiselti
- P. t. granchii
- P. t. grandisonae
- P. t. maresi
- P. t. pardii
- P. t. ranzii
- P. t. rudolphisimonii
- P. t. tiliguerta
- P. t. toro